# Dritto e rovescio
Dritto e rovescio è un programma televisivo italiano di genere talk show, politico e rotocalco, in onda in prima serata su Rete 4 dal 7 marzo 2019 con la conduzione di Paolo Del Debbio. Il programma è giunto alla settima edizione e viene trasmesso in diretta dallo studio 5 del Centro di produzione Mediaset di Cologno Monzese.

## Il programma
Il programma, curato da Siria Magri e realizzato dalla testata giornalistica italiana Videonews in collaborazione con RTI, è nato per sostituire il programma di Gerardo Greco W l'Italia - Oggi e domani (andato in onda su Rete 4 dal 13 settembre al 13 dicembre 2018 e poi cancellato in seguito ai bassi ascolti), e tratta le vicende legate alla politica, all'economia e alla società, con l'ausilio di servizi e della presenza di ospiti in studio e in collegamento, pronti ad intervenire sulle varie tematiche. Il format del programma ha preso spunto da quello di Quinta colonna, condotto sempre da Paolo Del Debbio. Dalla seconda edizione la scenografia è stata rinnovata ed è diventata più tecnologica.

### Studi televisivi
| Studio televisivo                                             | Edizioni | Edizioni | Edizioni | Edizioni | Edizioni | Edizioni | Edizioni | Totale |
| Studio televisivo                                             | 1ª       | 2ª       | 3ª       | 4ª       | 5ª       | 6ª       | 7ª       | Totale |
| ------------------------------------------------------------- | -------- | -------- | -------- | -------- | -------- | -------- | -------- | ------ |
| Studio 5 del Centro di produzione Mediaset di Cologno Monzese |          |          |          |          |          |          |          | 7      |
| Studio 1 del Centro Safa Palatino, Roma                       |          |          |          |          |          |          |          | 1      |

## Edizioni
| Edizione | Anno      | Conduzione       | Conduzione         | Periodo           | Periodo        | Puntate | Regia         | Studio                                                        | Studio                                                        |
| Edizione | Anno      | Conduzione       | Conduzione         | Inizio            | Fine           | Puntate | Regia         | Studio                                                        | Studio                                                        |
| -------- | --------- | ---------------- | ------------------ | ----------------- | -------------- | ------- | ------------- | ------------------------------------------------------------- | ------------------------------------------------------------- |
| 1ª       | 2019      | Paolo Del Debbio | Non presente       | 7 marzo 2019      | 27 giugno 2019 | 16      | Dario Calleri | Studio 5 del Centro di produzione Mediaset di Cologno Monzese | Studio 5 del Centro di produzione Mediaset di Cologno Monzese |
| 2ª       | 2019-2020 | Paolo Del Debbio | Marcello Vinonuovo | 12 settembre 2019 | 25 giugno 2020 | 41      | Dario Calleri | Studio 5 del Centro di produzione Mediaset di Cologno Monzese | Studio 5 del Centro di produzione Mediaset di Cologno Monzese |
| 3ª       | 2020-2021 | Paolo Del Debbio | Non presente       | 10 settembre 2020 | 1º luglio 2021 | 41      | Dario Calleri | Studio 5 del Centro di produzione Mediaset di Cologno Monzese | Studio 5 del Centro di produzione Mediaset di Cologno Monzese |
| 4ª       | 2021-2022 | Paolo Del Debbio | Marcello Vinonuovo | 9 settembre 2021  | 23 giugno 2022 | 39      | Dario Calleri | Studio 5 del Centro di produzione Mediaset di Cologno Monzese | Studio 5 del Centro di produzione Mediaset di Cologno Monzese |
| 5ª       | 2022-2023 | Paolo Del Debbio | Marcello Vinonuovo | 25 agosto 2022    | 29 giugno 2023 | 41      | Dario Calleri | Studio 5 del Centro di produzione Mediaset di Cologno Monzese | Studio 5 del Centro di produzione Mediaset di Cologno Monzese |
| 6ª       | 2023-2024 | Paolo Del Debbio | Marcello Vinonuovo | 7 settembre 2023  | 4 luglio 2024  | 56      | Dario Calleri | Studio 5 del Centro di produzione Mediaset di Cologno Monzese | Studio 1 del Centro Safa Palatino, Roma                       |
| 7ª       | 2024-2025 | Paolo Del Debbio | Non presente       | 12 settembre 2024 | 26 giugno 2025 | 39      | Dario Calleri | Studio 5 del Centro di produzione Mediaset di Cologno Monzese | Studio 5 del Centro di produzione Mediaset di Cologno Monzese |

### Prima edizione (2019)
La prima edizione di Dritto e rovescio, con la conduzione di Paolo Del Debbio, è andata in onda ogni giovedì in prima serata su Rete 4 dal 7 marzo al 27 giugno 2019, in diretta dallo studio 5 del Centro di produzione Mediaset di Cologno Monzese. Il programma non era iniziato nella prima parte della stagione televisiva, poiché c'era stata la presenza e in seguito la cancellazione causata dai bassi ascolti del programma di Gerardo Greco W l'Italia - Oggi e domani, ma in realtà è considerato come erede ufficiale del programma Quinta colonna, in quanto condotto dal 2012 al 2018 dallo stesso Del Debbio.

### Seconda edizione (2019-2020)
La seconda edizione di Dritto e rovescio, con la conduzione di Paolo Del Debbio, è andata in onda ogni giovedì in prima serata su Rete 4 dal 12 settembre 2019 al 25 giugno 2020, in diretta dallo studio 5 del Centro di produzione Mediaset di Cologno Monzese. In questa edizione il programma è andato in onda fino al 19 dicembre 2019, per poi tornare in onda dopo la pausa natalizia dal 9 gennaio al 25 giugno 2020. Da questa edizione la scenografia viene rinnovata e diventa più tecnologica. Il 16 marzo 2020 il programma è andato in onda di lunedì, in sostituzione del programma Quarta Repubblica con la conduzione di Nicola Porro perché quest'ultimo è risultato positivo al COVID-19. Nella seconda parte della puntata del 16 gennaio 2020, il conduttore Del Debbio, per motivi di salute, venne affiancato e sostituito alla conduzione da Marcello Vinonuovo. Dal 5 marzo 2020, il programma va in onda senza pubblico in studio per via delle misure del contenimento della pandemia di COVID-19.

### Terza edizione (2020-2021)
La terza edizione di Dritto e rovescio, sempre con la conduzione di Paolo Del Debbio, è andata in onda ogni giovedì in prima serata su Rete 4 dal 10 settembre 2020 al 1º luglio 2021, in diretta dallo studio 5 del Centro di produzione Mediaset di Cologno Monzese. In questa edizione il programma è andato in onda fino al 17 dicembre 2020, per poi tornare in onda dopo la consueta pausa natalizia dal 7 gennaio al 1º luglio 2021. In questa edizione il programma è andato in onda senza pubblico in studio a causa delle misure di contenimento per la pandemia di COVID-19, ma il programma viene seguito dal pubblico da casa in modo virtuale. Nella seconda parte dell'edizione entra nel cast del programma come presenza fissa l'alpinista Mauro Corona, alternandosi con il programma di Rai 3, Cartabianca. Inizialmente, questa edizione doveva terminare il 24 giugno 2021, ma, per consentire al conduttore di ringraziare lo staff che ha collaborato con lui durante tutto il tempo dell'emergenza sanitaria, viene allungata di una settimana fino al 1º luglio.

### Quarta edizione (2021-2022)
La quarta edizione di Dritto e rovescio, sempre con la conduzione di Paolo Del Debbio, è andata in onda ogni giovedì in prima serata su Rete 4 dal 9 settembre 2021 al 23 giugno 2022, in diretta dallo studio 5 del Centro di produzione Mediaset di Cologno Monzese. In questa edizione il programma è andato in onda fino al 16 dicembre 2021, per poi tornare in onda dopo la consueta pausa natalizia dal 13 gennaio al 23 giugno 2022. Nella puntata del 16 giugno 2022 il conduttore Del Debbio è stato nuovamente affiancato e sostituito alla conduzione da Marcello Vinonuovo, in quanto risultato positivo al COVID-19. Fino al 28 ottobre 2021, come nell'edizione precedente, anche in questa edizione il programma è andato in onda senza pubblico in studio a causa delle misure di contenimento della pandemia di COVID-19, ma è stato seguito dal pubblico da casa in modo virtuale, mentre a partire dalla puntata successiva del 4 novembre 2021 torna il pubblico in studio.

### Quinta edizione (2022-2023)
La quinta edizione di Dritto e rovescio, sempre con la conduzione di Paolo Del Debbio, è andata in onda ogni giovedì in prima serata su Rete 4 dal 25 agosto 2022 al 29 giugno 2023, in diretta dallo studio 5 del Centro di produzione Mediaset di Cologno Monzese. In questa edizione il programma è andato in onda fino al 15 dicembre 2022, per poi tornare dopo la consueta pausa natalizia dal 12 gennaio al 29 giugno 2023. Nella puntata del 15 dicembre 2022 il conduttore Del Debbio, per motivi di salute, è stato affiancato e sostituito alla conduzione da Marcello Vinonuovo. Inoltre a partire dalla puntata del 23 marzo 2023, il pubblico in studio non ha più l'obbligo di indossare mascherine FFP2.

### Sesta edizione (2023-2024)
La sesta edizione di Dritto e rovescio, sempre con la conduzione di Paolo Del Debbio, è andata in onda ogni giovedì in prima serata su Rete 4 dal 7 settembre 2023 al 4 luglio 2024, in diretta dallo studio 5 del Centro di produzione Mediaset di Cologno Monzese (ad eccezione della puntata del 15 febbraio 2024, in cui era andato in onda dallo studio 1 del Centro Safa Palatino di Roma). Dal 17 settembre al 19 novembre 2023 e dal 7 al 28 aprile 2024, oltre al giovedì, il programma è stato raddoppiato anche nella prima serata della domenica, in sostituzione del programma Zona bianca con la conduzione di Giuseppe Brindisi. In questa edizione il programma è andato in onda fino al 21 dicembre 2023, per poi tornare dopo la consueta pausa natalizia dal 4 gennaio al 4 luglio 2024. Nella puntata del 15 febbraio 2024 il conduttore Del Debbio, per motivi di salute, è stato nuovamente sostituito alla conduzione da Marcello Vinonuovo.

### Settima edizione (2024-2025)
La settima edizione di Dritto e rovescio, sempre con la conduzione di Paolo Del Debbio, è andata in onda ogni giovedì in prima serata su Rete 4 dal 12 settembre 2024 al 26 giugno 2025, in diretta dallo studio 5 del Centro di produzione Mediaset di Cologno Monzese. In questa edizione il programma è andato in onda fino al 12 dicembre 2024, per poi tornare dopo la consueta pausa natalizia dal 9 gennaio al 26 giugno 2025.

### Ottava edizione (2025-2026)
L'ottava edizione di Dritto e rovescio, sempre con la conduzione di Paolo Del Debbio, andrà in onda ogni giovedì in prima serata su Rete 4 dall' 11 settembre 2025, in diretta dal Centro di produzione Mediaset di Cologno Monzese.

## Programmazione
| Edizione | Rete televisiva | Anno      | Stagione       | Orario      | Durata  | Programmazione | Programmazione | Programmazione | Programmazione | Programmazione | Programmazione | Programmazione | Collocazione |
| Edizione | Rete televisiva | Anno      | Stagione       | Orario      | Durata  | L              | M              | M              | G              | V              | S              | D              | Collocazione |
| -------- | --------------- | --------- | -------------- | ----------- | ------- | -------------- | -------------- | -------------- | -------------- | -------------- | -------------- | -------------- | ------------ |
| 1ª       | Rete 4          | 2019      | inverno-estate | 21:25-00:55 | 190 min |                |                |                |                |                |                |                | Prima serata |
| 2ª       | Rete 4          | 2019-2020 | estate-estate  | 21:25-00:55 | 190 min | [ N 5 ]        |                |                |                |                |                |                | Prima serata |
| 3ª       | Rete 4          | 2020-2021 | estate-estate  | 21:25-00:55 | 190 min |                |                |                |                |                |                |                | Prima serata |
| 4ª       | Rete 4          | 2021-2022 | estate-estate  | 21:25-00:55 | 190 min |                |                |                |                |                |                |                | Prima serata |
| 5ª       | Rete 4          | 2022-2023 | estate-estate  | 21:25-00:55 | 190 min |                |                |                |                |                |                |                | Prima serata |
| 6ª       | Rete 4          | 2023-2024 | estate-estate  | 21:25-00:55 | 190 min | [ N 6 ]        |                |                |                |                |                |                | Prima serata |
| 7ª       | Rete 4          | 2024-2025 | estate-estate  | 21:25-00:55 | 190 min |                |                |                |                |                |                |                | Prima serata |

## Ospiti ricorrenti
Nel programma ci sono degli ospiti, alcuni dei quali VIP, che tornano più volte all'interno del programma o intervengono in video collegamento, tra i ricorrenti ci sono: Maurizio Belpietro, Giuseppe Cruciani, Klaus Davi, Claudia Fusani, Francesco Borgonovo, Pietro Senaldi, Sara Manfuso, Andrea Romano, Maurizio Gasparri, Gianfranco Librandi, Gianluigi Paragone, Isabella Tovaglieri, Luca Sommi.

## Parodie
Nel programma di Rai 2 Quelli che il calcio è presente una parodia del programma dal titolo Dritto e rovescio la domenica con l'imitazione di Paolo Del Debbio da parte del comico Ubaldo Pantani e con Francesco Mandelli in veste di opinionista.